# Christine Marie Berkhout
Christine Marie Berkhout ( 1893–1932) fue una micóloga neerlandesa. Describió el género Candida en su tesis doctoral de la Universidad de Utrecht de Holanda en 1923. Este acto fue posteriormente descrito como un hito del "comienzo de la sistemática científica de las levaduras anascosporógenas"  .
Los géneros de hongos que más describió fueron 'Monilia, Oidium, Oospora, Torula.

## Algunas publicaciones

### Libros
- christine marie Berkhout. 1923. De schimmelgeslachten Monilia, Oidium, Oospora en Torula. 71 pp.
- La abreviatura «Berkhout» se emplea para indicar a Christine Marie Berkhout como autoridad en la descripción y clasificación científica de los vegetales.[2]